# Universitas Esa Unggul
Universitas Esa Unggul – indonezyjska uczelnia prywatna zlokalizowana w Dżakarcie. Została założona w 1986 roku.